# All In (Branco e Gilli)
All In è un singolo dei rapper danesi Gilli e Branco, pubblicato l'11 settembre 2019. 

## Tracce
1. All In – 2:48